# Prętki (Braniewo)
Prętki (deutsch Marienhöhe) ist ein Ort in der polnischen Woiwodschaft Ermland-Masuren. Er gehört zur Landgemeinde Braniewo (Braunsberg) im Powiat Braniewski (Kreis Braunsberg).

## Geographische Lage
Prętki liegt im Nordwesten der Woiwodschaft Ermland-Masuren, zwei Kilometer südwestlich der Kreisstadt Braniewo (Braunsberg).

## Geschichte
Der Gutsort Marienhöhe bestand in seinem Kern aus lediglich einem kleinen Gehöft. Bis 1945 war es ein Wohnplatz in der Stadtgemeinde Braunsberg (Braniewo) – zu Anfang des 20. Jahrhunderts mit lediglich sieben Einwohnern.
Mit der Abtretung des südlichen Ostpreußen 1945 an Polen erhielt Marienhöhe die polnische Namensform „Prętki“. Der Ort ist heute als Kolonia ein Teil von Wikielec (Wecklitzmühle), ebenfalls eine Kolonia und Ortschaft innerhalb der Gmina Braniewo (Landgemeinde Braunsberg), von 1975 bis 1998 der Woiwodschaft Elbląg, seither der Woiwodschaft Ermland-Masuren zugehörig.

## Religion
Seitens der römisch-katholischen Kirche gehört Prętki heute wie Marienhöhe bis 1945 zur Pfarrei in der Stadt Braniewo, heute im Erzbistum Ermland gelegen. War das Dorf bis 1945 außerdem in die evangelische Kirche Braunsberg – in der Kirchenprovinz Ostpreußen der Kirche der Altpreußischen Union – eingegliedert, so gehören die evangelischen Einwohner Prętkis heute zur Diözese Masuren der Evangelisch-Augsburgischen Kirche in Polen.

## Verkehr
Prętki liegt an der polnischen Woiwodschaftsstraße 504 (hier im Abschnitt der einstigen deutschen Reichsstraße 1), die die Städte Elbląg (Elbing), Frombork (Frauenburg) und Braniewo (Braunsberg) miteinander verbindet. Stępień ist die nächste Bahnstation an der – allerdings nicht mehr befahrenen – Bahnstrecke Elbląg–Braniewo.